# USS Niagara (PG-52)
L’USS Niagara est un navire auxiliaire de l'United States Navy pendant la Seconde Guerre mondiale.
Il est à l'origine le Hi-Esmaro, un yacht avec une coque en acier. Il est acheté par la Navy le 16 octobre 1940 auprès de Mme Hiram Edward Manville de New York. Converti en mouilleur de mines côtier au New York Navy Yard avec l'indicatif CMc-2 le 31 octobre 1940, le navire est renommé Niagara le 12 novembre 1940 et reclassifié comme canonnière de patrouille avec l'indicatif PG-52 le 15 novembre 1940.

## Histoire
Le Niagara part de New York le 4 février 1941 pour prendre en charge des unités de la 2e escadre de PT boats opérant entre Miami et Key West en Floride et la baie de Guantánamo à Cuba. Il quitte Key West le 20 mars 1941 pour des réparations à New York et des opérations à la Naval Torpedo Station, à Newport (Rhode Island) pendant l'été.
Le Niagara quitte New York le 30 août 1941 en route vers Hawaï, par la baie de Guantánamo, le canal de Panama et San Diego, arrivant à Pearl Harbor le 9 octobre pour patrouiller sur la frontière hawaïenne. Le 29 novembre, il part en tant qu'unité de l'escorte d'un convoi à destination des îles Fidji. Il est en mer avec le convoi lorsque les Japonais mènent l'attaque de Pearl Harbor. La canonnière retourne dans ce port le 15 décembre, servant de tender à la 1re escadre de PT boats jusqu'au 1er avril 1942.
Il escorte un convoi de San Diego en route pour Coco Solo, où il prend soin des torpilleurs et aide à garder les approches du canal de Panama. Au cours de la révision dans le New York Navy Yard en été, il devient pour être navire-école à Newport au sein d'une escadre d'entraînement de PT boats. Il se dirige vers le Pacifique Sud-Ouest le 27 novembre par le canal de Panama et les îles de la Société. En cours de route, le 13 janvier 1943, le Niagara est reclassifié comme tender et a pour indicatif AGP – 1. le Niagara arrive à Nouméa le 17 janvier et commence à s'occuper de la 23e division de PT boats, 8e escadre. Il atteint sa base à Tulagi, dans les îles Salomon le 17 février. Dans les mois suivants, il ravitaille les PT boats effectuant des patrouilles au large de Guadalcanal.
Le 7 avril, le Japon attaque la région de Guadalcanal-Tulagi avec 177 avions, dont environ 25 sont abattus. Deux bombes coulent la corvette néo-zélandaise HMNZS Moa. Le Niagara, au cœur de la lutte, est au nord du port, amarré à la rive ouest de la rivière Maliali, en direction de l'aval avec le dragueur de mines Rail (AM-26) amarré à l'extérieur bien à l'arrière. Neuf avions ennemis remontent la rivière, aucun à plus de 150 pieds au-dessus de l'eau. Les Niagara et Rail leur tirent tous dessus.
Le premier avion, déjà en flammes, s'est écrasé dans des arbres à environ 1 000 mètres à l'arrière du Niagara. Les deux avions suivants s'échappent, mais le quatrième perd vite de l'altitude dans une fumée blanche puis explose derrière les collines au nord. Les deux suivants passent à moins de 150 m et tentent de mitrailler le navire, mais leurs tirs sont irréguliers et ils vacillent lorsqu'ils traversent le feu nourri du Niagara avant de s'écraser dans les bois au large de son quartier bâbord. Les deux avions suivants se croisent vers la droite lorsqu'ils sont sous le feu. L'un disparaît à bâbord, l'autre passe à tribord et s'écrase dans les collines.
Le 22 mai, le Niagara, avec la 23e division, quitte Tulagi en direction de la Nouvelle-Guinée. Le lendemain matin, un monoplan japonais bimoteur de haut vol attaque avec quatre bombes. Le navire effectue un virage serré à tribord à la vitesse maximale jusqu'à ce que les bombes soient libérées, puis tente une manœuvre à bâbord. Trois bombes juste à côté à tribord et une à bâbord endommagent le sonar du Niagara et le mécanisme d'entraînement d'un canon de 3 pouces et coupent temporairement la commande de direction. 
Une demi-heure plus tard, lorsque la commande de la direction est retrouvée, six autres avions bimoteurs à haut vol larguent plus d'une douzaine de bombes. Une touche directement le gaillard d'avant du Niagara et plusieurs endommagent.

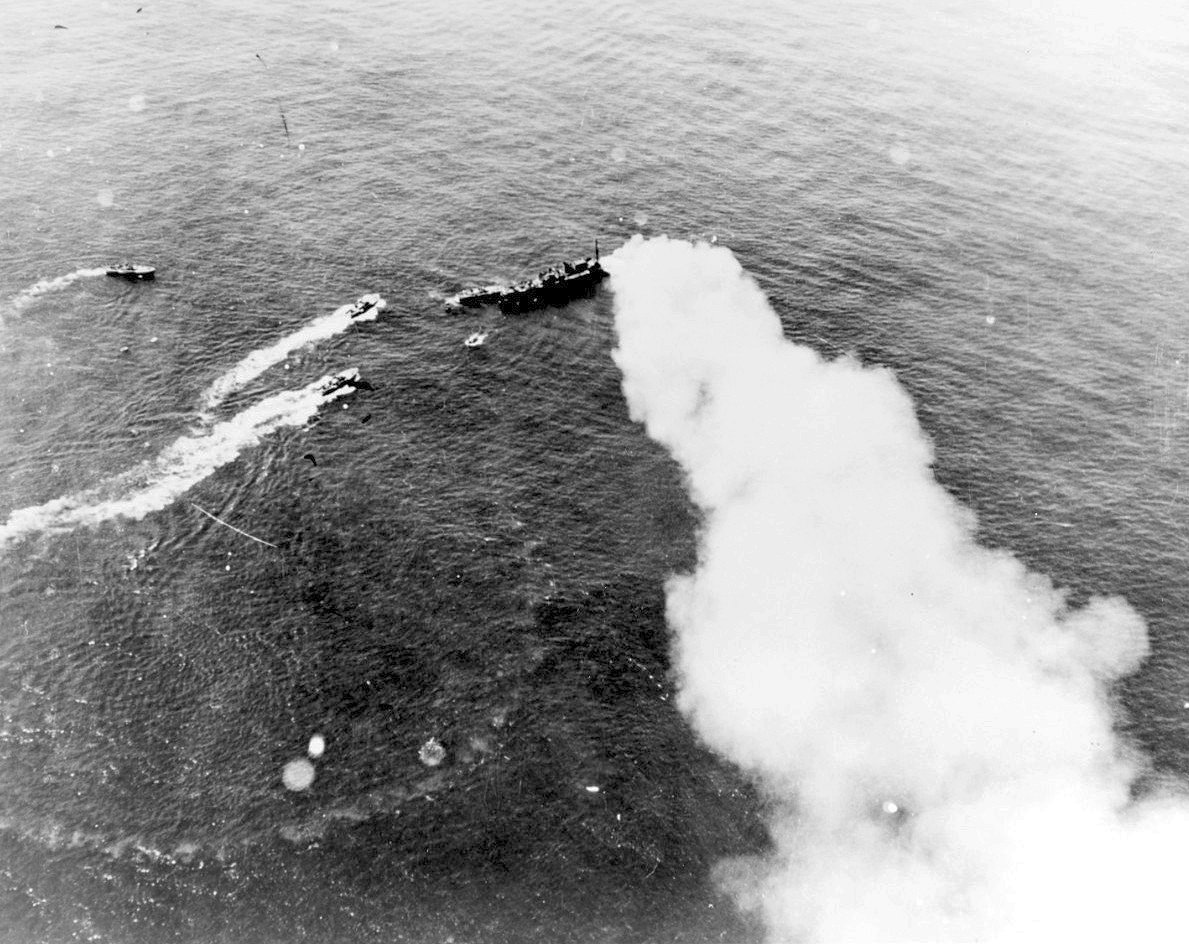
L'USS Niagara (AGP-1) en train de couler au large de San Cristobal Island le 23 mai 1943.

L'eau se précipitant à travers un trou à 2 m sous sa ligne de flottaison inonde deux magasins, un passage et la salle des machines. Toute l'alimentation et l'éclairage cessent et les moteurs principaux s'arrêtent. Le feu au-dessous des ponts en avant est hors de contrôle et le Niagara penche à bâbord. Son moteur principal et sa commande de direction sont restaurés 7 minutes après l'attaque. Mais le danger imminent d'explosion de ses réservoirs de stockage d'essence fait donner l'ordre d'abandonner le navire.
Les PT–146 et PT–147 viennent à côté de sa poupe pour prendre une partie de l'équipage. D'autres sont dans des radeaux et des bateaux pour être ramassés. Le Niagara est alors en flammes de l'arc au pont. Des flammes se propagent à l'arrière et des munitions explosent sur le pont. Pourtant, malgré ses dégâts, aucun des 136 officiers et hommes du Niagara n'est tué ou grièvement blessé.
Le PT-147 lance une torpille qui frappe le Niagara dans les réservoirs d'essence. Il explose et coule en moins d'une minute. Les navires débarquent l'équipage à Tulagi tôt le lendemain matin.